# スーパードンキホーテ
『スーパードンキホーテ』は、1984年にユニバーサル（現・ユニバーサルエンターテインメント）からリリースされたレーザーディスクゲーム。

## 解説
4方向レバーと1ボタンで主人公ドンキホーテを操作する。「ドラゴンズレア」と近い内容だが、方向指示が出る点が異なる。指示のタイミングが合わないと警告音のブザーが鳴ってライフが1つ減り、0になったらゲームオーバーとなる。全ステージをクリアするとエンディングが見られる。
システム上の特徴として方向指示型のLDゲームの大半は、正解方向やボタンをあらかじめ連打しておいていればミスしないケースが多いが、このゲームはタイミングも合わせなければならない為、連打をしているとミスとなる。しかし操作の比率がレバーよりもボタンの方が多い為、総合的に捉えると他のLDゲームとしては難易度が低めである。
ユニバーサルが後にゲーム事業から撤退した為、家庭用ハードには今に至るまで移植されていないものの、LDゲームの筐体現存率が海外に比べて低い日本国内において完動する筐体が現存確認されている。

## 訳注
1. ↑  https://www.youtube.com/watch?v=ZlfR3FwyhJc